# Vivo (nome)
Vivo  è un nome proprio di persona italiano maschile.

## Varianti
- Maschili: Vivio[1]
  - Alterati: Vivetto[1], Vivino[1]
- Femminili: Viva[1], Vivia[1]
  - Alterati: Vivetta[1], Vivina[1]

## Origine e diffusione
Si tratta di un nome dal significato chiaro e augurale ("vivo", "vivente"), dal latino vivere (di identifico significato in italiano); è quindi connesso, per etimologia, ai nomi Vitale, Vivenzio e Viviana. 
La variante femminile "Vivetta" è stata resa celebre dalla protagonista dell'opera di Alphonse Daudet L'Arlésienne, ripresa poi da Francesco Cilea ne L'Arlesiana.

## Onomastico
Il nome non è portato da alcun santo, ed è quindi adespota; l'onomastico si può eventualmente festeggiare il 1º novembre, festa di Ognissanti.

## Persone

### Variante femminili
- Viva Bianca, attrice australiana
- Vivetta Ponti, stilista italiana